# Calanthe lechangensis
Calanthe lechangensis är en orkidéart som beskrevs av Zhan Huo Tsi och Tang. Calanthe lechangensis ingår i släktet Calanthe och familjen orkidéer. Inga underarter finns listade i Catalogue of Life.